# Madonna Sciarra
La Madonna Sciarra è un dipinto a olio su tela (37,5x31 cm) attribuito a Tiziano, databile al 1540 circa e conservato nel Museu Nacional d'Art de Catalunya a Barcellona.   È firmata TITIANVS.

## Storia e descrizione
L'opera proviene da palazzo Sciarra a Ferrara e fu acquistata a Roma nel 1834 da Francis Cowper, dai cui discendenti pervenne poi alla collezione Thyssen.
L'attribuzione a Tiziano, accolta da Cavalcaselle, fu poi messa in disparte dalla critica successiva e riaccolta da Suida, che notò come la posizione della Madonna ricordasse quella del Riposo durante la fuga in Egitto oggi a Warminster. Rifiutarono invece l'attribuzione al maestro Tietze e Berenson, propensi piuttosto a un'opera di scuola.
Davanti a una tenda verde scostata Maria stringe dolcemente a sé il Bambino, sorridendo allo spettatore. Essa siede su un letto con coperta blu intenso e indossa un vestito rosso fiammeggiante. La ricchezza cromatica, la pennellata pastosa e dai contorni sfumati, l'atteggiamento pensoso del Bambino sono tutti elementi che rimandano allo stile di Tiziano, sebbene alcuni dettagli appaiano di qualità meno alta del solito. Possibile è che le piccole dimensioni e la commissione secondaria, destinata alla devozione privata, abbiano suggerito l'intervento di aiuti nella stesura.